# Clytoctantes
Genre
Clytoctantes est un genre de passereaux de la famille des Thamnophilidés, originaire d'Amérique du Sud (Brésil).

## Liste des espèces
Selon la classification de référence du Congrès ornithologique international (version 6.4, 2016) :
- Clytoctantes alixii — Batara à bec retroussé, Fourmilier à bec biscornu (Elliot, DG, 1870)
- Clytoctantes atrogularis — Batara du Rondonia, Fourmilier de Rondonia (Lanyon, S, Stotz & Willard, 1991)